# كولجام
كولجام رمزها «KG» (بالإنجليزية: Kulgam)‏ ، هو تقسيم إداري لدولة الهند تتبع ولاية جامو وكشمير (بالإنجليزية: Jammu  and  Kashmir)‏ ، مركزها هو مدينة كولجام (بالإنجليزية: Kulgam)‏ عدد سكانها حسب تعداد سنة 2001 هو 437,885 ، مساحتها 423,181 كم² وكثافة السكان 457 لكل كم².